# San Pedro Itzicán
San Pedro Itzicán es una localidad mexicana ubicada en el estado de Jalisco, dentro del municipio de Poncitlán, sobre la costa del lago de Chapala. 
Debido al alto nivel de contaminación en el lago de Chapala, la localidad presenta una alta tasa de personas con enfermedades renales.